# بوليدوروس
بوليدوروس (بالإنجليزية: Polydoros)‏ هو في الميثولوجيا الإغريقية ابن قدموس وهرمونيا وملك طيبة. تربع بوليدوروس على عرش طيبة بعد موت بنثيوس الذي ورث العرش من جده قدموس وبنثيوس هو ابن إغوئي ابنة قدموس من إيخيون (واحد من الإسبارطيين الخمسة الذين بقوا على قيد الحياة).
تزوج بوليدوروس نكتياس ابنة نيكتيوس وولد لهما ابنا سمياه لابداكوس. عندما مات بوليدوروس كان لابداكوس مايزال صغيرا، لذلك أدار الحكم في طيبه جده نيكتيوس. في اللحظة التي قتلت فيها صاعقة زيوس أخت بوليدوروس، سقط لوح خشب من السماء. من هذا اللوح عمل بوليدوروس لوحة مذهبة لإبنها ديونيسوس، أطلق عليها الأخيراسم ديونيسوس كادمائيوس.